# 国府町東黒田
国府町東黒田（こくふちょうひがしくろだ）は、徳島県徳島市の町名。徳島市の調査による2010年3月現在の人口は676人、世帯数は225世帯。郵便番号は〒779-3103。

## 地理
徳島市の北西部に位置し、北井上地区に属している。北は吉野川を挟んで板野郡藍住町、東・西は飯尾川を挟んで国府町東高輪・国府町川原田、西は国府町西黒田・国府町芝原と境を接する。吉野川と飯尾川に挟まれた平地農村。市街化調整区域になっているため、宅地化はほとんど進んでいない。
昭和7年頃より酪農が盛んとなり、県下でも有数の水田・酪農地帯で、ホウレンソウとトマト・キュウリ・ナスの促成栽培と水稲作を組み合わせた複合経営の農業がみられる。

### 河川
- 吉野川
- 飯尾川

### 小字
- 朝日
- 榎島 - 杉尾神社が置かれる。
- 桜ノ本
- 角ノ瀬
- 高岸
- 古川
- 宮ノ北
- 鑓場 - 吉野川堤防下にあたる。

## 歴史
1967年（昭和42年）に名東郡国府町が徳島市に編入し、現在の町名となった。
字榎島に杉尾神社があり、天文年間の鑓場合戦の戦死者を供養する高さ4.4mの高地蔵尊（文化8年建立）がたつ。また江戸期に豪農として栄えた孫太の屋敷があったが、現在は一握りの土盛を残すのみである。
字鑓場は吉野川堤防下に広がるが、天文22年、芝原城主・久米義広の軍勢800余騎と三好実休の軍勢3,000余騎が当時の中富川（現在の藍住町・国府町北井上地区一帯）で対峙し、義広軍は全滅した。享和元年、西黒田薬師庵禅道師が犬墓の地に鑓場合戦戦没将士供養塔をたてたといわれる。
吉野川改修工事で河川敷のなかに消えた鑓場の浜（阿天の浜）は鑓場合戦の古戦場のみならず、吉野川水運の拠点（河岸）として明治前期まで賑わった。八幡神社の付近にある板碑は文政頃の洪水にまつわる白鹿の墓の伝説がある。

## 交通

### 道路
都道府県道
- 徳島県道15号徳島吉野線
- 徳島県道29号徳島環状線
- 徳島県道206号西黒田中村線